# Ken Davidson
 (janvier 2019).
Si vous disposez d'ouvrages ou d'articles de référence ou si vous connaissez des sites web de qualité traitant du thème abordé ici, merci de compléter l'article en donnant les références utiles à sa vérifiabilité et en les liant à la section « Notes et références ».
Pour les articles homonymes, voir Davidson.
Ken Davidson (né le 30 novembre 1949 à Sioux Lookout dans la province de l'Ontario au Canada) est un joueur de hockey sur glace. Il évoluait au poste d'ailier droit.

## Carrière
Il commence sa carrière lors de ses études, au niveau collégiale, dans l’équipe du collège de Dartmouth. Il dispute trois championnats durant les années 1968 à 1971.
La saison suivante, il est admis dans les espoirs de la franchise des Bruins de Boston. Non retenu au sein de l'effectif évoluant en Ligue nationale de hockey (LNH), il rejoint lors de la saison 1971-1972 l'équipe des Blazers d'Oklahoma City qui évolue en Ligue centrale de hockey (LCH). Lors de la saison suivante, il joue en Ligue américaine de hockey (LAH) au sein des Braves de Boston, mais est rétrogradé après 15 matchs en Ligue internationale de hockey (LIH) dans l’équipe des Gems de Dayton.
Voyant ses chances réduites d’atteindre la Ligue nationale de hockey au sein des Bruins de Boston, il tente lors de la saison 1973-1974 de se joindre aux Six-Guns d'Albuquerque en LCH, une équipe affiliée aux futurs Scouts de Kansas City qui débuteront dans la LNH la saison suivante.
Malgré ses 49 points en 65 rencontres, il ne convainc pas les dirigeants des Scouts de Kansas City et doit se retrouver une nouvelle équipe pour la saison 1974-1975. Il rejoint les Dusters de Broome County disputant le championnat de North american hockey league (NAHL), un club affilié aux Bruins de Boston. Il va jouer trois saisons pour eux, avant de prendre sa retraite en 1977.

## Statistiques
| Saison    | Équipe                   | Ligue |    | Saison régulière | Saison régulière | Saison régulière | Saison régulière | Saison régulière |   | Séries éliminatoires | Séries éliminatoires | Séries éliminatoires | Séries éliminatoires | Séries éliminatoires |
| Saison    | Équipe                   | Ligue | PJ | B                | A                | Pts              | Pun              | PJ               | B | A                    | Pts                  | Pun                  |                      |                      |
| 1968-1969 | Collège de Dartmouth     | ECAC  | 23 | 14               | 19               | 33               | 53               |                  |   |                      |                      |                      |                      |                      |
| 1969-1970 | Collège de Dartmouth     | ECAC  | 24 | 16               | 17               | 33               | 42               |                  |   |                      |                      |                      |                      |                      |
| 1970-1971 | Collège de Dartmouth     | ECAC  | 22 | 18               | 16               | 34               | 41               |                  |   |                      |                      |                      |                      |                      |
| 1971-1972 | Blazers d'Oklahoma City  | LCH   | 68 | 12               | 22               | 34               | 49               | 4                | 0 | 0                    | 0                    | 0                    |                      |                      |
| 1972-1973 | Braves de Boston         | LAH   | 15 | 1                | 2                | 3                | 7                |                  |   |                      |                      |                      |                      |                      |
| 1972-1973 | Gems de Dayton           | LAH   | 52 | 34               | 32               | 66               | 60               | 6                | 3 | 3                    | 6                    | 10                   |                      |                      |
| 1973-1974 | Six-Guns d'Albuquerque   | LCH   | 65 | 24               | 25               | 49               | 59               |                  |   |                      |                      |                      |                      |                      |
| 1974-1975 | Dusters de Broome County | NAHL  | 74 | 31               | 36               | 67               | 26               | 15               | 5 | 8                    | 13                   | 6                    |                      |                      |
| 1974-1975 | Dusters de Broome County | NAHL  | 56 | 16               | 22               | 38               | 30               |                  |   |                      |                      |                      |                      |                      |
| 1974-1975 | Dusters de Broome County | NAHL  | 57 | 12               | 19               | 31               | 50               | 10               | 3 | 5                    | 8                    | 14                   |                      |                      |